# Acroria terens
Acroria terens är en fjärilsart som beskrevs av Walker 1857. Acroria terens ingår i släktet Acroria och familjen nattflyn. Inga underarter finns listade i Catalogue of Life.